# Jean de Drosay
Jean de Drosay (auch Joannes Drosaeus, * im 15. Jahrhundert in Sainte-Marie-en-Auge, Pays d’Auge; † um 1550) war ein französischer  Jurist, Philologe, Hebraist, Gräzist, Latinist und Romanist.

## Leben und Werk
Drosay lehrte Jura am Collège des droits der Universität Caen. Er gilt als Reformator der Rechtswissenschaft.
In der Sprachwissenschaft ist Drosay für eine 1544 erschienene Teilbeschreibung des Hebräischen, Griechischen, Lateinischen und Französischen bekannt, die 2013 neu herausgegeben wurde.

## Werke
- Alphabetum hebraicum decerptum è quadrilingui gra[m]matica, cuius autor est Ioannes Drosaeus in utrôque iure doctor illust., Paris 1543
- Grammaticae quadrilinguis partitiones, in grátiam puerôrum. Autôre Ioánne Drosaeo in utrôq[ue] jûre doctôre illustrissimo, Paris 1544, 1554
- Éléments de la grammaire quadrilingue, 1544–1554, hrsg. von  Alberte Jacquetin-Gaudet, Paris 2013
- Juris universi justinianea methodus olim à Cicerone praescripta, auctore D. J. Drosaeo, Paris 1545, 1564